# Saint-Laurent-du-Plan
Saint-Laurent-du-Plan (gaskognisch: Sent Laurenç deu Plan) ist eine französische Gemeinde mit 82 Einwohnern (Stand: 1. Januar 2022) im Département Gironde in der Region Nouvelle-Aquitaine (vor 2016 Aquitaine). Sie gehört zum Arrondissement Langon und zum Kanton L’Entre-deux-Mers. Die Einwohner werden Saint-Laurentais genannt.

## Geographie
Die Gemeinde Saint-Laurent-du-Plan liegt 16 Kilometer nordöstlich von Langon in einem Seitental der Vignague im Weinbaugebiet Entre deux mers. Nördlich und östlich der Gemeinde liegt Saint-Exupéry, südöstlich und südlich Morizès, südlich und südwestlich Sainte-Foy-la-Longue sowie westlich und nordwestlich Saint-Laurent-du-Bois.

## Bevölkerungsentwicklung
| Jahr                       | 1962 | 1968 | 1975 | 1982 | 1990 | 1999 | 2008 | 2020 |
| Einwohner                  | 104  | 80   | 75   | 74   | 79   | 71   | 79   | 83   |
| Quellen: Cassini und INSEE |      |      |      |      |      |      |      |      |

## Sehenswürdigkeiten

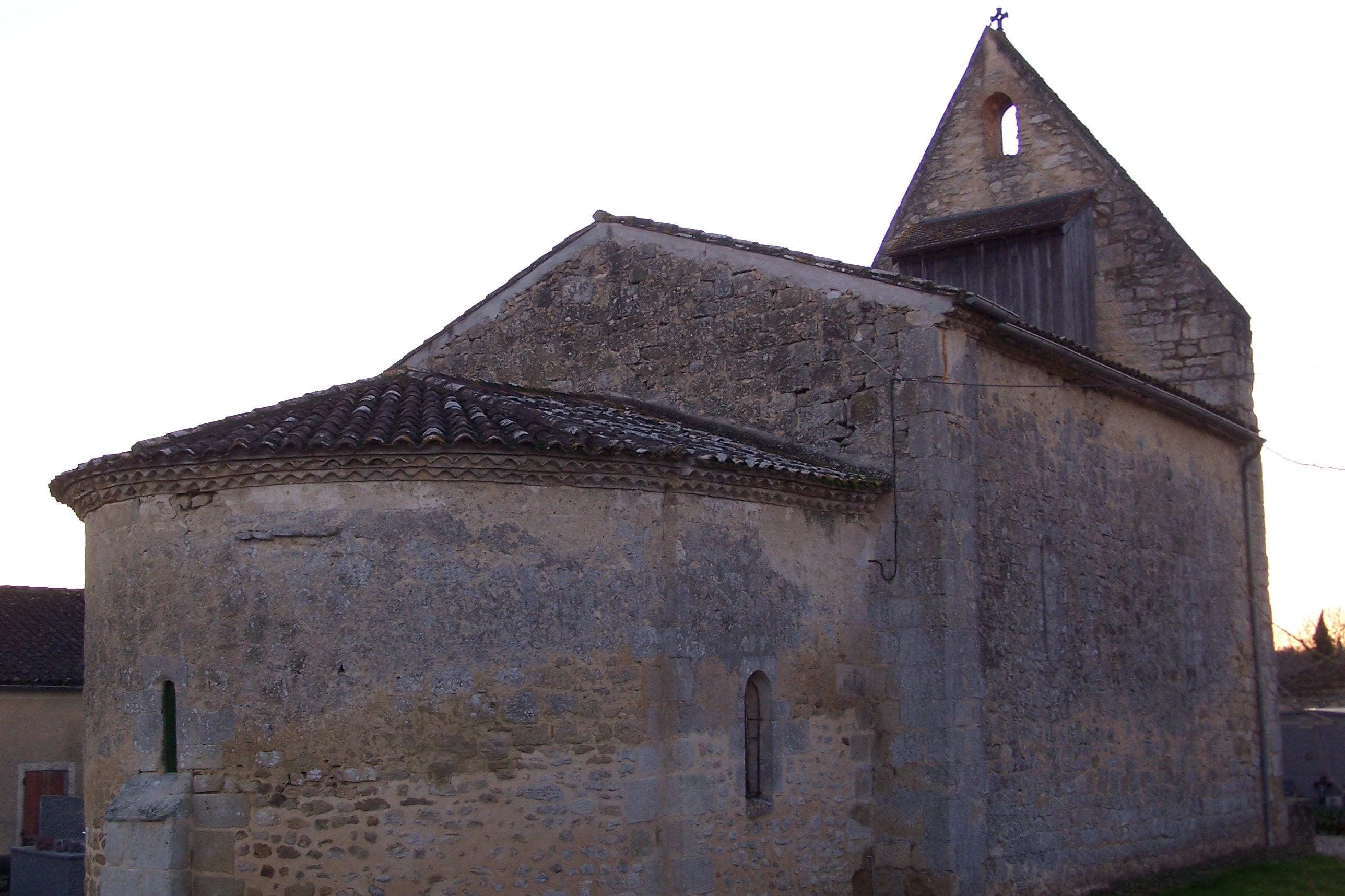
Kirche Saint-Laurent
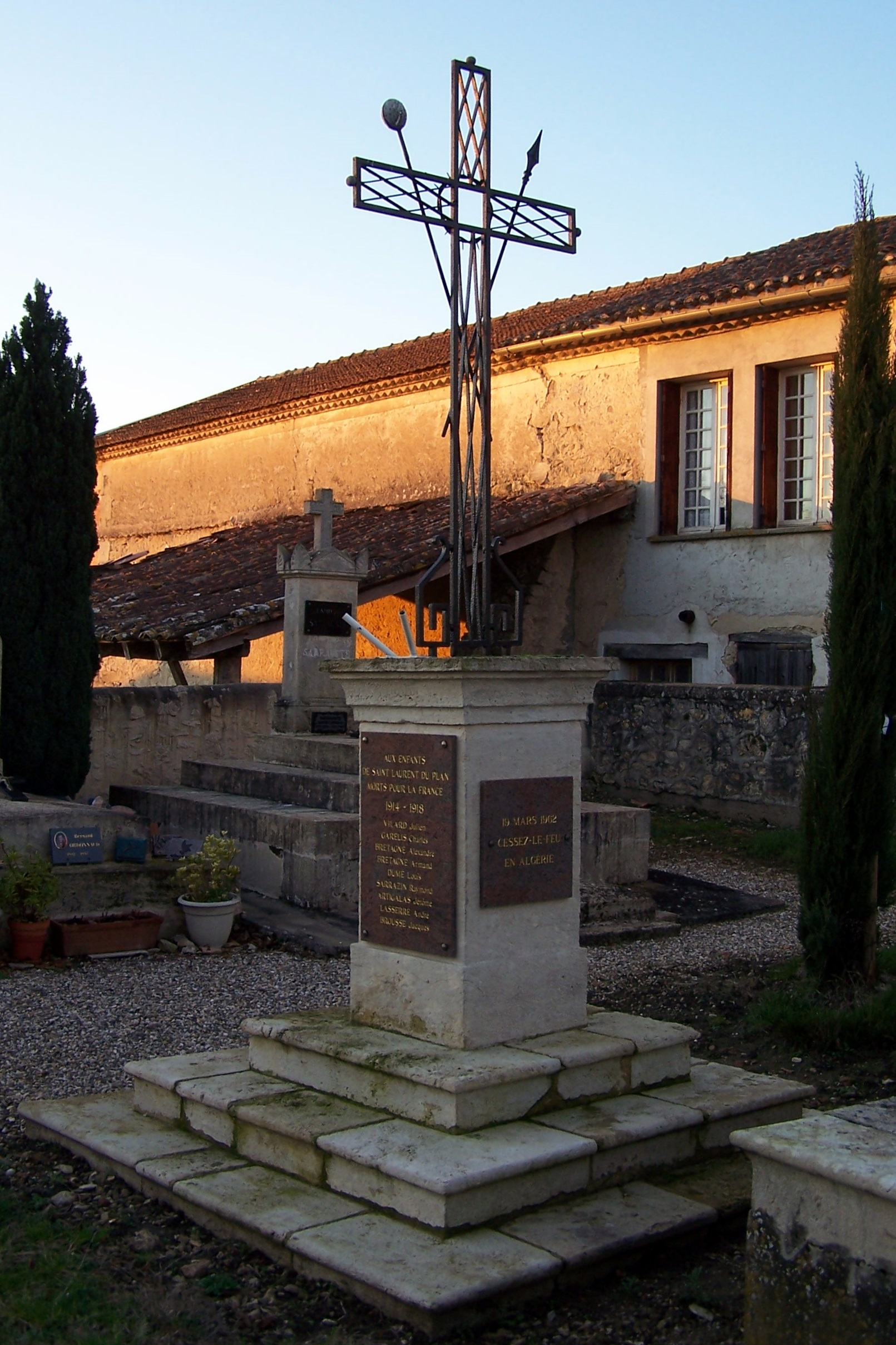
Gefallenendenkmal
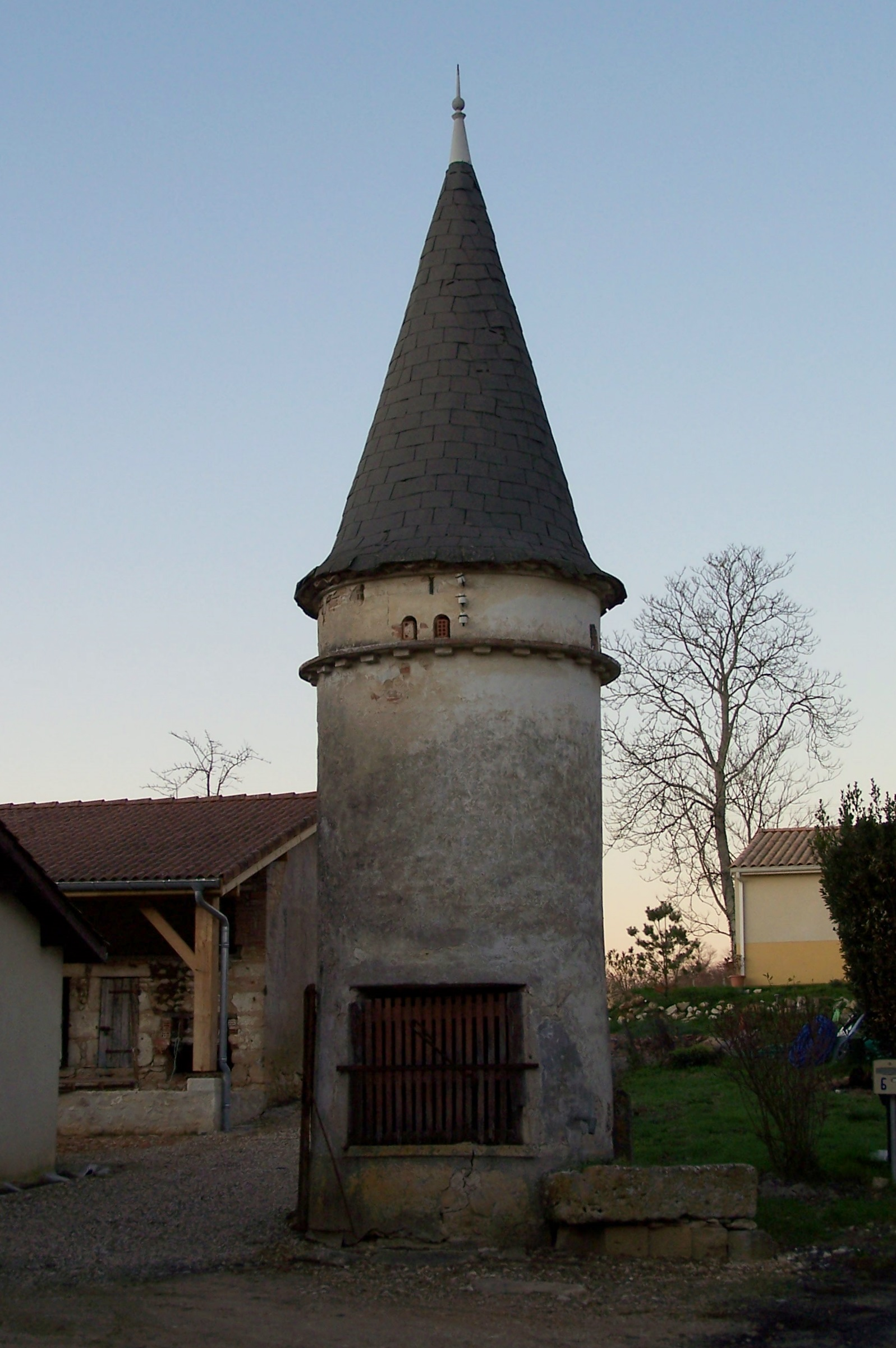
Taubenturm

- Kirche Saint-Laurent
- Gefallenendenkmal
- Taubenturm